# دانشگاه میسوری مرکزی
دانشگاه میسوری مرکزی (انگلیسی: University of Central Missouri) دانشگاه دولتی آمریکایی است، که در شهر وارنزبرگ، میزوری مستقر می‌باشد.